# Vægtbælte
Et vægtbælte er et bælte hvor man monterer vægt i form af blyklodser eller blyhagl. Det benyttes i forbindelse med dykning, og har til opgave at modvirke den opdrift som ens våddragt og andet udstyr skaber.
Ikke alle dykkere benytter vægtbælte da en del BCD'ere har vægten indbygget.